# Радикал (химия)
Радикалите, наричани още свободни радикали, представляват атоми, молекули или йони със свободни (несдвоени, нечифтосани) валентни електрони. Типични радикали са кислородът, азотният оксид и азотният диоксид. С някои изключения, свободните радикали са високо химически реактивни. Много от свободните радикали спонтанно димеризират. Повечето органични радикали имат кратка продължителност на съществуване.
Свободните радикали могат да имат положителен, отрицателен или нулев заряд. Радикали се образуват и при разкъсване на слабо полярна ковалентна връзка, при което двата образувани радикала получават по един електрон от разкъсаната химична връзка. Разкъсването на химичната връзка може да бъде причинено от висока температура, радиация или светлина (слънчеви лъчения, ултравиолетови лъчи). С някои изключения (напр. горепосочените кислород, азотен оксид и азотен диоксид) радикалите са силно химически активни и нестабилни, като реагират мигновено с други молекули или радикали. Затова те не могат да се изолират в свободно състояние. Радикалите играят важна роля в органичната химия, тъй като инициират химически взаимодействия (напр. радикалова полимеризация, хлориране на алкани, крекинг и много други) или участват като междинни продукти в химични реакции. Поради високата им реактивоспособност радикалите се считат за подпомагащи развитието на дегенеративни заболявания и рак. Попаднали в живата клетка те могат да причинят мутации или да увредят ДНК.
Свободните радикали играят важна роля в горенето, атмосферната химия, полимеризацията, биохимията и много други химически процеси, включително човешката психология. За пример супероксидите и азотните оксиди регулират много биологически процеси като контролиране на васкуларния тонус.
Поради химическата си нестабилност, всеки свободен радикал лесно се свързва с други съединения. Атакува най-близката молекула и ѝ отнема електрон, като на свой ред самата тя става свободен радикал. Веднъж, след като процесът е започнал, той може да ескалира в трудна за овладяване каскада и да предизвика драматични промени в организма, последвани от многобройни увреждания. Свободните радикали присъстват нормално в организма и всеки един от тях съществува в продължение само на малка част от секундата, но уврежданията които оставят след себе си, са необратими. Смята се, че във всяка клетка на тялото ежедневно се произвеждат около 10 хиляди свободни радикала.
В миналото под радикал се е разбирало това, което в днешно време се нарича функционална група. Така например метанолът се е считал за изграден от метилов „радикал“ и хидроксилен „радикал“.

## Образуване
Радикалът може да се образува в резултат на загуба на един електрон от нерадикалната молекула:
{\displaystyle {\mathsf {X\rightarrow X\cdot ^{+}+e^{-}}}}
или при получаване на един електрон от нерадикална молекула:
{\displaystyle {\mathsf {Y+e^{-}\rightarrow Y\cdot ^{-}}}}
Повечето от радикалите се образуват по време на химични реакции с хомолитична дисоциация на връзките. Те веднага преминават през по-нататъшни трансформации към по-стабилни частици:
{\displaystyle {\mathsf {Cl_{2}\rightarrow 2Cl\cdot }}}
{\displaystyle {\mathsf {CH_{4}+Cl\cdot \rightarrow CH_{3}\cdot +HCl}}}
{\displaystyle {\mathsf {CH_{3}\cdot +Cl_{2}\rightarrow CH_{3}Cl+Cl\cdot }}}
{\displaystyle {\mathsf {2Cl\cdot \rightarrow Cl_{2}}}}
{\displaystyle {\mathsf {2CH_{3}\cdot \rightarrow C_{2}H_{6}}}}
Зараждането на радикална верига може да бъде породено от действието на тежки условия върху веществото (високи температури, електромагнитно излъчване, радиация). Много пероксидни съединения са частици, които успешно образуват радикали. Косвеното действие на йонизиращата радиация е свързано с образуването на свободни радикали.